# Oliarus mauritiensis
Oliarus mauritiensis är en insektsart som beskrevs av Williams 1975. Oliarus mauritiensis ingår i släktet Oliarus och familjen kilstritar. Inga underarter finns listade i Catalogue of Life.